# Капранське
Капра́нське — село в Україні, у Краснокутській селищній громаді Богодухівського району Харківської області. Населення становить 18 осіб. До 2020 орган місцевого самоврядування — Колонтаївська сільська рада.

## Географія
Село Капранське розташоване на правому березі річки Мерла, вище за течією на відстані 2 км розташоване село Колонтаїв, нижче за течією на відстані 1 км — село Мар'їне (Полтавська область). Уздовж русла річки проведено кілька іригаційних каналів. Поруч проходить автомобільна дорога Т 1701. На південь від села розташований Капранський ботанічний заказник.
Капранське є найзахіднішим населеним пунктом Харківської області.

## Історія
12 червня 2020 року, розпорядженням Кабінету Міністрів України № 725-р «Про визначення адміністративних центрів та затвердження територій територіальних громад Харківської області», увійшло до складу Краснокутської селищної громади.
19 липня 2020 року, в результаті адміністративно-територіальної реформи та ліквідації Краснокутського району, село увійшло до складу Богодухівського району.